# حريق (فلم 1996)
حريق هو فيلم رومانسي دراما هندي-كندي من إخراج ديبا ميهتا وبطولة شبانة عزمي ونانديتا داس.

## روابط خارجية
مقالات تستعمل روابط فنية بلا صلة مع ويكي بيانات